# I’m the One
A PASO I'm the One digitális maxiján két új dal található: egy karibi szerenád (I'm the One) és egy instrumentális, utazós ska western (Django's Revenge). Bónuszként két érdekesség szerepel még a virtuális kiadványon: a Budapest című dal egy verziója (Harcsa Veronika és Szűcs Krisztián (HS7) vendégszereplésével), illetve Lipi Brown és Tony Ass egy dub száma, a Trip to Belgium, amit a 2010-es belgiumi PASO-koncertek és az ottani utazások inspiráltak.
A digitális kiadvány a Dalok.hu zeneáruházban jelent meg, emellett a zenekar honlapjáról ingyen letölthető a 2009-es nagylemez (Feel the Riddim!) borítójában található kóddal.

## Számok
|    | Cím              | Közreműködik                     | Hossz |
| -- | ---------------- | -------------------------------- | ----- |
| 1. | I'm The One      |                                  | 03:41 |
| 2. | Django's Revenge |                                  | 04:03 |
| 3. | Budapest         | Harcsa Veronika, Szűcs Krisztián | 03:44 |
| 4. | Trip to Belgium  |                                  | 06:15 |